# Брюхівчанка
Брюхівча́нка, Брюховичанка — річка (струмок) в Україні, в межах смт Брюховичі та Жовківського району Львівської області. Притока Яричівки (басейн Західного Бугу). 

## Опис
Довжина бл. 4,5 км. Річка типово рівнинна. Долина вузька, у пониззі глибока, завширшки до 800 м. Заплава здебільшого відсутня. Річище слабозвивисте, завглибшки до 0,5 м, у пониззі каналізоване. 

## Розташування
Брюхівчанка бере початок у південно-східній частині смт Брюховичі (неподалік від стику вулиць Львівської та Смолистої). Тече спершу на північ, далі поступово повертає на північний схід. Між селами Малі Грибовичі та Воля-Гомулецька наповнює каскад ставків, з яких бере початок річка Яричівка (Яричівський канал). 
У межах смт Брюховичі на річці споруджено три стави, які є популярним місцем відпочинку місцевих мешканців та львів'ян. Нижче ставів річка стає забрудненою побутовими стоками, що потрапляють до неї з поблизьких домів та установ. 